# Arnutovce
Arnutovce (Hongaars: Arnótfalva) is een Slowaakse gemeente in de regio Košice, en maakt deel uit van het district Spišská Nová Ves.
Arnutovce telt 711 inwoners.